# Osthimosia avicularis
Osthimosia avicularis är en mossdjursart som beskrevs av Gordon 1989. Osthimosia avicularis ingår i släktet Osthimosia och familjen Celleporidae. Inga underarter finns listade i Catalogue of Life.